# 北神急行電鐵

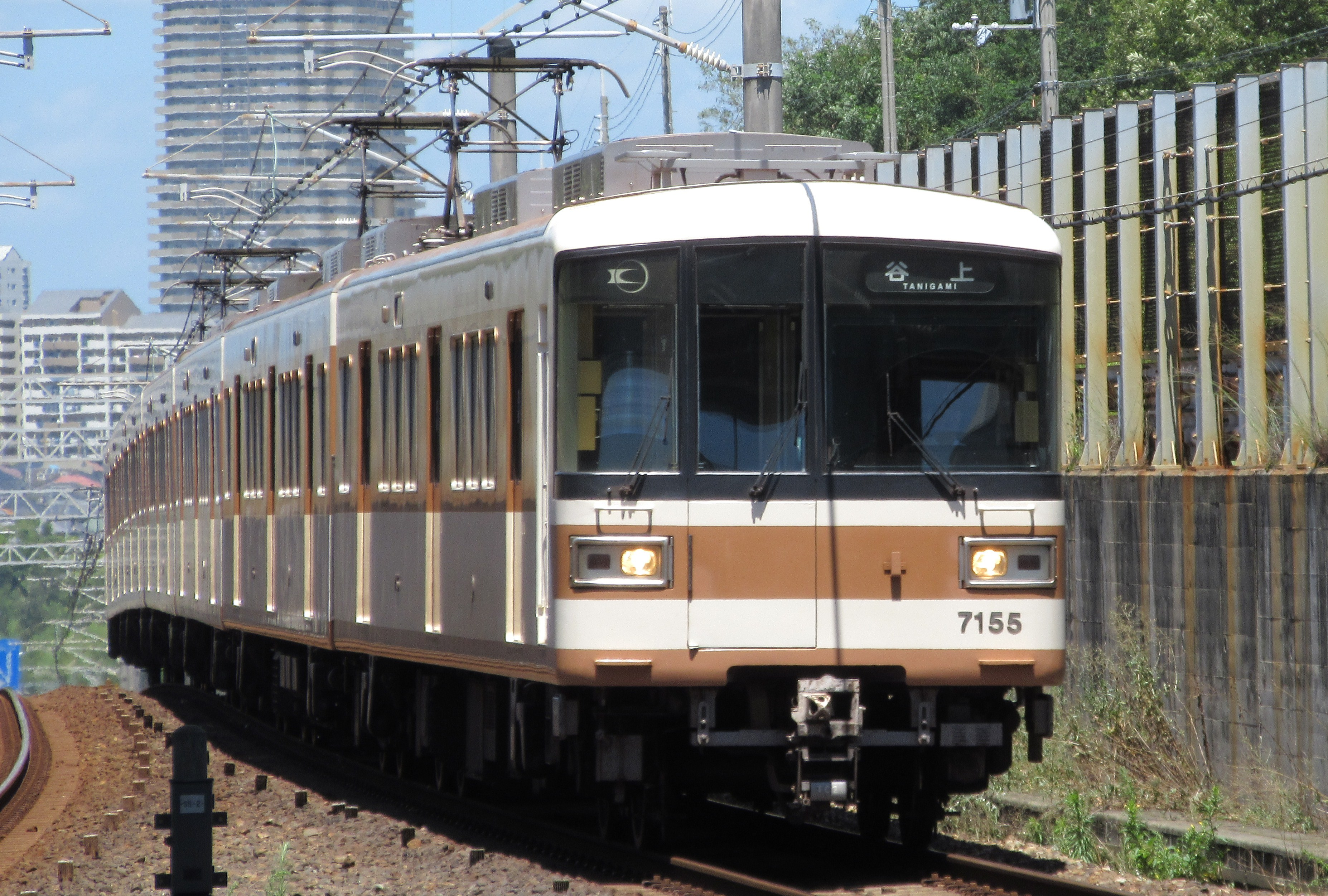
北神急行電鐵7000系

北神急行電鐵（日语：／ Hokushin Kyūkō Dentetsu */?）曾經是日本的一家經營兵庫縣神戶市北神線的鐵路公司。自設立當時開始就是完全由民間出資的公司，並非第三部門的公司。簡稱除了北神急行、北神之外，有時也和北大阪急行電鐵一樣，都被稱為北急（但讀音是「 Hokukyū」）。公司由神戶電鐵和阪急電鐵等公司出資設立。
開業而來，一直因營運成本高昂而導致業績未如理想，2019年3月29日，母公司阪急電鐵與神戶市交通局達成了共識，以160億日圓作價把全部資產轉讓於神戶市交通局，並於2020年6月1日起正式將北神線統合於神戶地鐵的西神·山手線內。而早於2019年10月10日，北神線已率先委託神戶地鐵負責線內駕駛事宜，旗下的車站職員及駕駛員亦全數轉職至神戶地鐵。過往在新神戶站進行職員交替的安排亦取消。2019年12月19日，正式向國土交通省近畿運輸局申請路線轉讓事宜，並於2020年3月4日，獲國土交通省認可有關轉讓安排，並議決於6月1日正式將北神線交予神戶市交通局，使北神線成為了神戶地鐵的一部份。

## 路線
| 路線記號 | 中文線名 | 日文線名 | 起點        | 終點          | 距離（公里） |
| -------- | -------- | -------- | ----------- | ------------- | ------------ |
| S        | 北神線   |          | 谷上（S01） | 新神戶（S02） | 7.5          |

## 車費
在2020年6月1日之前北神線路段的車費是均一價370日圓，雖然北神線能直通運轉至西神·山手線，但車費仍然是按兩家公司各自的車費計算，然後再減30日圓作為轉乘優惠。舉例說：由谷上至新神戶，車費是370日圓，但要是多坐一個站到三宮，車費就是北神線的370日圓，再加上神戶地鐵1區內的210日圓，扣除了30日圓車費回贈後，總車資是550日圓。比對在神戶地鐵系統內相同距離的車資，只是280日圓，差距將近一倍。
2020年6月1日起，車費大幅調降，北神線內與神戶地鐵一區統合為單一費率280日元，各區段的車費較以往便宜270日元。
| 區份                | 車費（日圓）    | 車費（日圓）   | 減幅（%） |
| 區份                | 至2020年5月31日 | 2020年6月1日起 | 減幅（%） |
| ------------------- | --------------- | -------------- | --------- |
| 北神線內            | 370             | 280            | -24.3     |
| 北神線＋神戶地鐵1區 | 550             | 280            | -49.1     |
| 北神線＋神戶地鐵2區 | 580             | 310            | -46.6     |
| 北神線＋神戶地鐵3區 | 620             | 350            | -43.5     |
| 北神線＋神戶地鐵4區 | 650             | 380            | -41.5     |
| 北神線＋神戶地鐵5區 | 690             | 420            | -39.1     |
| 北神線＋神戶地鐵6區 | 720             | 450            | -37.5     |
| 北神線＋7区         | 750             | 480            | -36       |

## 外部連結
- 北神急行電鉄（页面存档备份，存于）